# Osmia tarsata
Osmia tarsata là một loài Hymenoptera trong họ Megachilidae. Loài này được Provancher mô tả khoa học năm 1888.